# Janet Kear
Janet Kear OBE, est une ornithologue britannique, née le 13 janvier 1933 à Londres et morte le 24 novembre 2004.

## Biographie
Elle fait ses études dans différents collèges britanniques puis obtient en 1959 son titre de docteur à Cambridge avec une thèse d'écologie sur les Fringillidae.
En 1959, Kear rejoint l'équipe de Peter Scott au Wildfowl and Wetlands Trust sur la réserve naturelle de Slimbridge dans le Gloucestershire. À la fin des années 1970, elle devient la conservatrice du centre régional du WWT de Martin Mere dans le Lancashire.
Kear est la première femme à devenir vice-présidente (de 1989 à 1991), puis présidente (de 1991 à 1995) du British Ornithologists' Union. Elle est aussi l'éditrice de la revue The Ibis, de 1980 à 1988. Parmi ses publications, il faut citer, The Mute Swan (1989), Man And Wildfowl (1990) et Ducks Of The World (1991).
Elle fut nommée membre de l'ordre de l'Empire britannique en 1993.